# プレインフィールド (ニュージャージー州)
プレインフィールド（英: Plainfield）は、アメリカ合衆国ニュージャージー州のユニオン郡にある都市。人口は5万4586人（2020年）。「女王の都市」というニックネームがある。ニューヨーク都市圏に属している。
プレインフィールドは当初1847年4月5日に、ウェストフィールド・タウンシップの一部からタウンシップとして形成された。当時はエセックス郡に属していた。1857年3月19日、新設されたユニオン郡の一部になった。
1869年4月21日、ニュージャージー州議会の法により、プレインフィールド・タウンシップの一部からプレインフィールド市が法人化された。これは同日に行われた住民投票の結果に基づいていた。市とタウンシップは1878年3月6日まで共存し、この日にプレインフィールド・タウンシップが解体され、その部分がプレインフィールド市に吸収され、残りはファンウッド・タウンシップ（現在はスコッチプレインズ）になった。

## 歴史
プレインフィールドは1684年にクエーカー教徒が設立し、1869年に市として法人化された。元はニューヨーク大都市圏のベッドタウンであり、現在は印刷業や化学、縫製、電子機器、自動車部品の製造など多様な産業がある周辺10自治体と密接に協業した中の中心になってきた。18世紀の建造物が残っており、その中には1788年建造のクエーカー教徒集会所、1717年建設のマーティン邸、1746年建設のナサニエル・ドレイク邸があり、ドレイクは1777年6月におきたショートヒルズの戦いで、ジョージ・ワシントンの作戦本部になった。近くにあるワシントン・ロックはワチャング山地でも著名な地点であり、ワシントンがイギリス軍の動きを監視したと言われる見晴らしの良い場所である。
音楽史の中では、Pファンクの生まれた場所として知られている。ジョージ・クリントンが市内の散髪屋で働きながら「ザ・パーリャメント」を設立した。パーリャメント・ファンカデリックは1997年にロックの殿堂入りした。
スポーツ史では、プロやアマなど、現在過去のスポーツ人が幾人か生まれた場所である。その中には1956年オリンピック十種競技の金メダリストミルトン・キャンベルがおり、この種目で金メダルを取った最初のアフリカ系アメリカ人になった。またジョー・ブラックは野球のワールドシリーズで初めて勝利を挙げたアフリカ系アメリカ人投手になった。
アメリカ合衆国国家歴史登録財に指定された家屋、公園、地区など多くの場所がある。プレインフィールド武器庫は歴史登録財にはなっていないものの、1932年に完成したランドマークとなっており、2013年に州から余剰資産として売却された。
元州知事ジェイムズ・マクグリービーがプレインフィールド市内に住んでいる。

### 市民の騒乱
1967年7月、市内でプレインフィールド暴動が起こった。この騒乱はニューアークで起きた大きな暴動の後に続いて起きたものだった。プレインフィールドの警官1人が死亡し、約50人が負傷し、略奪や放火で数十万ドルの資産が被害を受けた。暴動が3日間続いた後、ニュージャージー州軍が秩序を取り戻させた。この暴動の後で、市内から白人が大挙転出することになり、黒人の人口構成比は1970年の40%から10年後の60%にまで増加した。

## 地理と気候
プレインフィールドは北緯40度36分56秒 西経74度24分57秒 / 北緯40.615444度 西経74.415775度 (40.615444,-74.415775)に位置している。アメリカ合衆国国勢調査局に拠れば、市域全面積は6.034 平方マイル (15.626 km2)であり、このうち陸地6.023 平方マイル (15.599 km2)、水域は0.011 平方マイル (0.027 km2)で水域率は0.18%である。
中央ジャージー、ユニオン郡の南西端に位置し、9つの自治体と接している。北と東にはスコッチプレインズ、北東にファンウッド、南はサウスプレインフィールドとピスタカウェイが接している。南西はダンエレン、南東はエジソンである。これらは全てミドルセックス郡に入っている。北西のグリーンブルックとワチャング、北のノースプレインフィールドの3町がサマセット郡内である。ニュージャージー州中央部の都市が並ぶラリタン・バレーの中にあり、エジソンと共にその東側に位置している。
プレインフィールドは湿潤大陸性気候にあり、寒い冬と、蒸し暑い夏が特徴である。過去最低気温は1934年2月9日に記録された-17°F (-27 ℃)、過去最高気温は1936年7月10日と1949年8月11日に記録された106°F (41 ℃)である。ケッペンの気候区分では、 "Cfa" （温暖湿潤気候）になっている。
| プレインフィールド（1981年-2010年平均）の気候 | プレインフィールド（1981年-2010年平均）の気候 | プレインフィールド（1981年-2010年平均）の気候 | プレインフィールド（1981年-2010年平均）の気候 | プレインフィールド（1981年-2010年平均）の気候 | プレインフィールド（1981年-2010年平均）の気候 | プレインフィールド（1981年-2010年平均）の気候 | プレインフィールド（1981年-2010年平均）の気候 | プレインフィールド（1981年-2010年平均）の気候 | プレインフィールド（1981年-2010年平均）の気候 | プレインフィールド（1981年-2010年平均）の気候 | プレインフィールド（1981年-2010年平均）の気候 | プレインフィールド（1981年-2010年平均）の気候 | プレインフィールド（1981年-2010年平均）の気候 |
| 月                                            | 1月                                           | 2月                                           | 3月                                           | 4月                                           | 5月                                           | 6月                                           | 7月                                           | 8月                                           | 9月                                           | 10月                                          | 11月                                          | 12月                                          | 年                                            |
| --------------------------------------------- | --------------------------------------------- | --------------------------------------------- | --------------------------------------------- | --------------------------------------------- | --------------------------------------------- | --------------------------------------------- | --------------------------------------------- | --------------------------------------------- | --------------------------------------------- | --------------------------------------------- | --------------------------------------------- | --------------------------------------------- | --------------------------------------------- |
| 平均最高気温 °F （°C）                        | 39.3 (4.1)                                    | 43.4 (6.3)                                    | 52.5 (11.4)                                   | 63.9 (17.7)                                   | 74.1 (23.4)                                   | 82.6 (28.1)                                   | 86.8 (30.4)                                   | 85.1 (29.5)                                   | 77.7 (25.4)                                   | 65.9 (18.8)                                   | 54.9 (12.7)                                   | 43.4 (6.3)                                    | 64.13 (17.84)                                 |
| 平均最低気温 °F （°C）                        | 23.3 (−4.8)                                   | 25.4 (−3.7)                                   | 31.7 (−0.2)                                   | 41.0 (5)                                      | 50.2 (10.1)                                   | 59.8 (15.4)                                   | 65.0 (18.3)                                   | 63.4 (17.4)                                   | 55.7 (13.2)                                   | 44.2 (6.8)                                    | 36.0 (2.2)                                    | 27.8 (−2.3)                                   | 43.63 (6.45)                                  |
| 降水量 inch （mm）                            | 3.70 (94)                                     | 2.91 (73.9)                                   | 4.29 (109)                                    | 3.77 (95.8)                                   | 4.22 (107.2)                                  | 4.12 (104.6)                                  | 5.30 (134.6)                                  | 3.58 (90.9)                                   | 4.64 (117.9)                                  | 4.30 (109.2)                                  | 3.90 (99.1)                                   | 3.72 (94.5)                                   | 48.44 (1,230.4)                               |
| 降雪量 inch （cm）                            | 6.8 (17.3)                                    | 7.0 (17.8)                                    | 3.6 (9.1)                                     | .6 (1.5)                                      | 0 (0)                                         | 0 (0)                                         | 0 (0)                                         | 0 (0)                                         | 0 (0)                                         | 0 (0)                                         | .4 (1)                                        | 2.6 (6.6)                                     | 21.0 (53.3)                                   |
| 平均降水日数 （≥0.01 in）                     | 9.7                                           | 8.3                                           | 9.5                                           | 10.9                                          | 10.3                                          | 10.0                                          | 9.4                                           | 8.8                                           | 8.3                                           | 8.3                                           | 9.1                                           | 9.7                                           | 112.3                                         |
| 平均降雪日数 （≥0.1 in）                      | 2.9                                           | 2.0                                           | 1.4                                           | .2                                            | 0                                             | 0                                             | 0                                             | 0                                             | 0                                             | 0                                             | .2                                            | 1.4                                           | 8.1                                           |
| 出典：NOAA                                    |                                               |                                               |                                               |                                               |                                               |                                               |                                               |                                               |                                               |                                               |                                               |                                               |                                               |

## 人口動態

### 2010年国勢調査
以下は2010年の国勢調査による人口統計データである。
| 基礎データ - 人口: 49,808人 - 世帯数: 15,180 世帯 - 家族数: 10,884 家族 - 人口密度: 3,193.1人/km2（8,270.1人/mi2） - 住居数: 16,621軒 - 住居密度: 1,965.6軒/km2（2,759.8軒/mi2） 人種別人口構成 - 白人: 23.54% - アフリカン・アメリカン: 50.20% - ネイティブ・アメリカン: 0.91% - アジア人: 0.95% - 太平洋諸島系: 0.05% - その他の人種: 20.13% - 混血: 4.21% - ヒスパニック・ラテン系: 40.37% | 年齢別人口構成 - 18歳未満: 25.8% - 18-24歳: 10.5% - 25-44歳: 30.7% - 45-64歳: 23.5% - 65歳以上: 9.5% - 年齢の中央値: 33歳 - 性比（女性100人あたり男性の人口） - 総人口: 101.3 - 18歳以上: 100.4 世帯と家族（対世帯数） - 18歳未満の子供がいる: 35.2% - 結婚・同居している夫婦: 37.9% - 未婚・離婚・死別女性が世帯主: 24.1% - 非家族世帯: 28.3% - 単身世帯: 21.3% - 65歳以上の老人1人暮らし: 7.6% - 平均構成人数 - 世帯: 3.23人 - 家族: 3.60人 | 収入と家計（2006年から2010年のアメリカン・コミュニティ・サーベイ統計） - 収入の中央値 - 世帯: 52,056米ドル - 家族: 58,942米ドル - 性別 - 男性: 33,306米ドル - 女性: 37,265米ドル - 人口1人あたり収入: 23,767米ドル - 貧困線以下 - 対人口: 16.8% - 対家族数: 12.2% - 18歳未満: 23.5% - 65歳以上: 16.0% |

### 2000年国勢調査
以下は2000年の国勢調査による人口統計データである。
| 基礎データ - 人口: 47,829 人 - 世帯数: 15,137 世帯 - 家族数: 10,898 家族 - 人口密度: 3,057.4人/km2（7,921.7 人/mi2） - 住居数: 16,180 軒 - 住居密度: 1,034.3軒/km2（2,679.8 軒/mi2） 人種別人口構成 - 白人: 21.45% - アフリカン・アメリカン: 61.78% - ネイティブ・アメリカン: 0.41% - アジア人: 0.93% - 太平洋諸島系: 0.10% - その他の人種: 10.78% - 混血: 4.55% - ヒスパニック・ラテン系: 25.16% | 年齢別人口構成 - 18歳未満: 27.5% - 18-24歳: 10.2% - 25-44歳: 32.6% - 45-64歳: 20.5% - 65歳以上: 9.2% - 年齢の中央値: 33歳 - 性比（女性100人あたり男性の人口） - 総人口: 95.7 - 18歳以上: 92.2 世帯と家族（対世帯数） - 18歳未満の子供がいる: 35.5% - 結婚・同居している夫婦: 39.3% - 未婚・離婚・死別女性が世帯主: 24.5% - 非家族世帯: 28.0% - 単身世帯: 21.1% - 65歳以上の老人1人暮らし: 7.4% - 平均構成人数 - 世帯: 3.10人 - 家族: 3.49人 | 収入と家計 - 収入の中央値 - 世帯: 46,683米ドル - 家族: 50,774米ドル - 性別 - 男性: 33,460米ドル - 女性: 30,408米ドル - 人口1人あたり収入: 19,052米ドル - 貧困線以下 - 対人口: 15.9% - 対家族数: 12.2% - 18歳未満: 21.3% - 65歳以上: 12.6% |

## 政府と政治

### 市政府
プレインフィールド市はニュージャージー州議会が認めた特別チャーターの下に、1人の市長と7人の委員による市政委員会が統治しており、各員の任期は4年間である。委員を選ぶ4つの小選挙区があり、毎年1人ずつ改選される。他の3人のうち1人は1区と4区から、1人は2区と3区から選ばれ、最後の1人は全区から選出される。この3人の改選時期は市長と同時である。

### 連邦、州、郡の政府機関

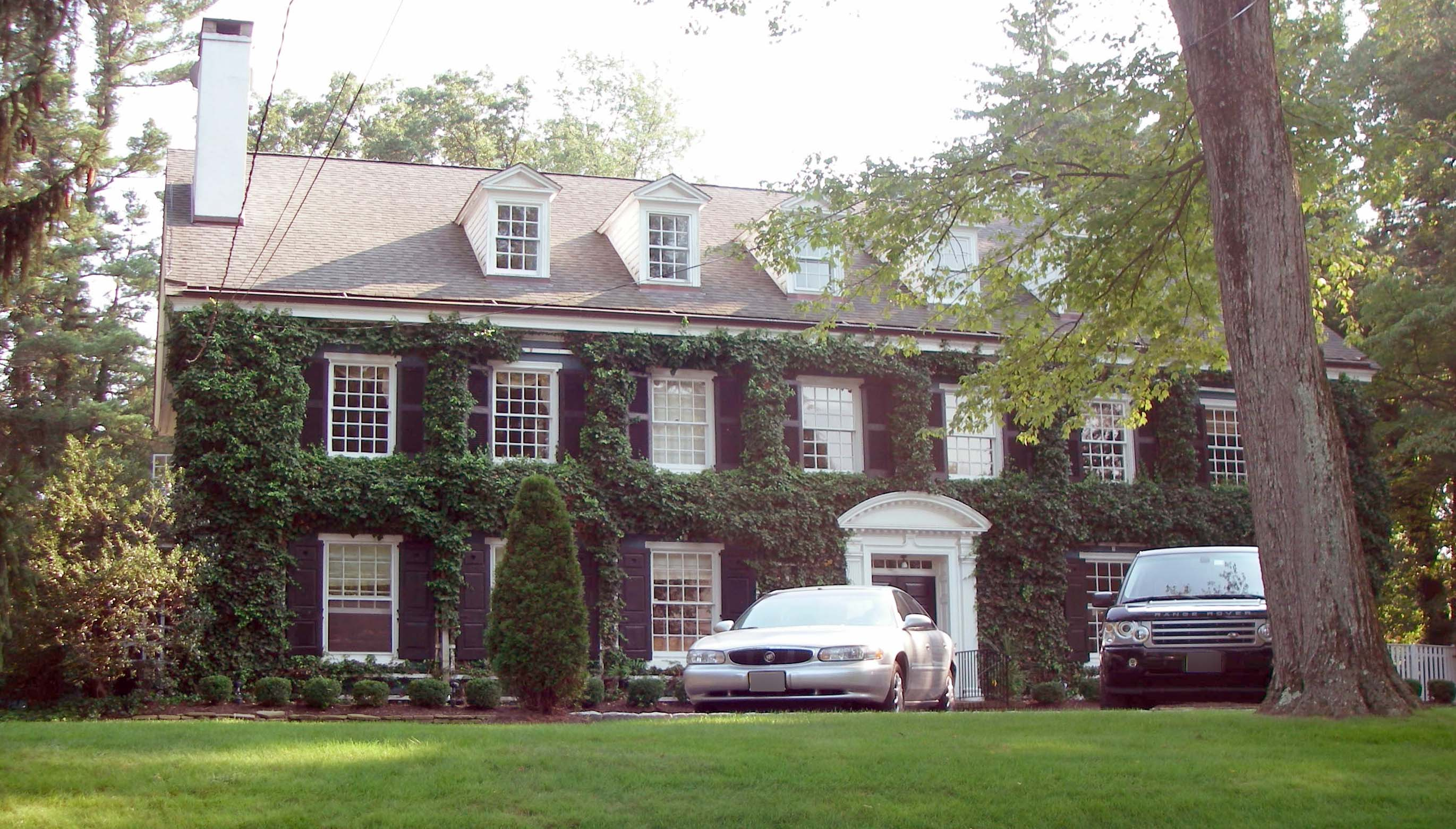
元州知事ジム・マクグリービー邸

プレインフィールドはアメリカ合衆国下院ニュージャージー州第12選挙区に属している。州議会では第22選挙区に入っている。
ユニオン郡は9人の委員で構成される郡政委員会が統治している（ニュージャージー州では "Board of Chosen Freeholders" と呼ばれる）。郡全体を選挙区に党派選挙で選出される。任期は3年間である。毎年3人が改選される。毎年1月始めに開かれる委員会で、その年の委員長と副委員長を互選する。郡マネジャーが指名され、日々の運営管理を行っている。

### 政治
2011年3月23日時点で市内には登録有権者が20,722人おり、その内12,078人（58.3%）は民主党、947人（4.6%）は共和党、7,693人（37.1%）は無党派だった。他の政党で登録したのは4人のみだった。2010年の統計では、市民の41.6%が有権者登録し、18歳以上では56.1%だった。
2012年アメリカ合衆国大統領選挙では、民主党のバラク・オバマが総投票数15,683のうち14,640票、93.3%を獲得し、共和党のミット・ロムニーは909票、5.8%、その他の候補が46票、0.3%だった。登録有権者数は22,555人、投票率は69.5%だった。
2008年アメリカ合衆国大統領選挙では、民主党のバラク・オバマが総投票数16,548のうち15,280票、92.3%を獲得し、共和党のジョン・マケインは1,110票、6.7%、その他の候補が56票、0.3%だった。登録有権者数は22,516人、投票率は73.5%だった。
2004年では、民主党のジョン・ケリーが11,508票、85.4%を得て、共和党のジョージ・W・ブッシュの1,773票、13.2%を上回った。その他の候補は88票、0.7%、登録有権者数は20,445人、投票数13,840票、投票率は65.9%だった。
2009年ニュージャージー州知事選挙では、民主党のジョン・コーザインが7,140票、81.3%を獲得し、共和党のクリス・クリスティの1,057票、12.0%に勝利した。独立系のクリス・ダゲットが355票、4.0%、その他の候補者hが84票、1.0%だった。登録有権者数は21,738人、投票数8,786票、投票率は40.4%だった。

## 教育

### 公立学校
市内の公立学校はプレインフィールド公共教育学区が運営しており、幼稚園から12年生（高校生）までを教えている。州内に31有るアボット地区の1つである。この地区は、ニュージャージー教育開発局の監督下に、これら地区内の学校建設と改修の費用を全て賄うよう州に要求されていることに基づている。
2010年から2011年の教育年度で、地区内には15の学校があり、就学児童生徒数8,105人、教室担当教師数501人、生徒教師比率は 16.18:1 である。小学校10校、中学校2校、高校1校の他、学術と市民の開発のためのバラク・オバマ・アカデミーおよび芸術と先進研究のためのプレインフィールド・アカデミーがある。
プレインフィールド高校は、雑誌「ニュージャージー・マンスリー」2012年9月号の巻頭特集「上位公立高校」で、州内328校中第280位だった。2010年では322校中第307位だった。2009年の場合は危険な状態が続いていたので、リストに載らなかった。
市内には持続可能性に焦点を当てた最初の高校であるバラク・オバマ・グリーン・チャーター高校もある。

### 高等教育機関
ユニオン郡カレッジは近くのクランフォードにあるコミュニティカレッジであり、プレインフィールド市中心街にもキャンパスを構えている。

## 商業
市内の一部は都市事業地域に入っている。地域内での雇用を促進する他の施策に加え、一部の商業取引については消費税が通常の半額の3.5%に抑えられている。

## 交通
市内にはニュージャージー・トランジットのラリタン・バレー線の2駅がある。この線はニュージャージー・セントラル鉄道の元本線だった。プレインフィールド駅は中心街にあり、ネザーウッド駅は中心街の東、ネザーウッド地区にある。ニューブランズウィック駅は約15分の距離にある。
ニュージャージー・トランジットは系統番号113と114のバス便も運航しており、ミッドタウン・マンハッタンの港湾局バスターミナルと往復している。ニューアークには系統番号59、65、66（急行）がある。市内のルートは819および822系統である。
ニューアーク・リバティ国際空港は約30分の距離にある。

## ミューレンバーグ地域医療センター
市内ミューレンバーグ地域医療センターを所有する非営利会社ソラリス健康システムが、病院閉鎖の許可を求めてきた。これにはニューアークを基盤にする団体、大衆の進歩のための組織が反対してきた。閉鎖は大量に病院に来る保険の無い患者が原因である。

## プレインフィールド教師カレッジの作り話
プレインフィールド教師カレッジは、1941年に大学フットボールのファン2人が作り話として創設した伝説上の機関である。この偽物カレッジと同じくらい存在しないフットボールチームは、この作り話が発見される前に「ニューヨーク・タイムズ」など主要新聞でそのスコアが掲載されていた。

## 芸術と大衆文化
- プレインフィールド交響楽団はクレセント・アベニュー長老派教会でコンサートを行っている。1919年の設立であり、国内でも有数の古い交響楽団である[66]
- 2010年10月、プレインフィールドの元音楽教師アンワル・ロビンソンと歌手のヨランダ・アダムズが、地域住民を集めて世界最大のゴスペル・コーラスを行い、ギネスブックに登録された[67]
- 映画『ダイ・ハード/ラスト・デイ』の主人公ジョン・マクレーンは、「ニュージャージー州プレインフィールドの007」と発言し、話しの中の生誕地を明かしている[68]

## 著名な出身者
- ミルトン・キャンベル（1933年-2012年）、陸上十種競技選手、1952年ヘルシンキオリンピック（銀）と、1956年メルボルンオリンピック（金）のメダリスト[19]
- ジョージ・クリントン（1941年-）、Pファンクの創始者、子供時代をプレインフィールドで過ごした[69]
- アーチボルド・コックス（1912年-2004年）、ウォータゲート事件の特別検察官[70]
- ビル・エヴァンス（1929年-1980年）、ジャズピアニスト[71]
- エディ・ヘイゼル（1950年-1992年）、ギター奏者、Pファンクの設立メンバー[72]
- ダドリー・ムーア（1935年-2002年）、俳優、死の時にプレインフィールドに住んでいた[73]
- コーデル・モースン（1952年-2013年）、ボーカル、ベース奏者、Pファンクのメンバー[74]
- ビリー・ネルソン（1951年-）、ベース奏者、Pファンクの設立メンバー[75]
- アーヴィング・ペン（1917年-2009年）、写真家[76]
- ジェイ・ウィリアムス（1981年-）、元バスケットボール選手、シカゴ・ブルズ.[77]
- バーニー・ウォーレル（1944年-）、キーボード奏者、Pファンクの設立メンバー、子供時代をプレインフィールドで過ごした[78]